# Tysklands förbundskansler
Tysklands förbundskansler (tyska: Bundeskanzler (maskulinum), Bundeskanzlerin (femininum)) är landets regeringschef och representant i Europeiska rådet. Ämbetet inrättades 1949 i samband med upprättandet av Västtyskland (Förbundsrepubliken Tyskland) under de allierade västländernas (USA, Storbritannien och Frankrike) ockupation efter andra världskriget, men har sina rötter i Nordtyska förbundets kanslerämbete från 1867 som 1871 blev Tysklands rikskansler (efter segern i det fransk-preussiska kriget som ledde till utropandet av Kejsardömet Tyskland).
Efter Tyska demokratiska republikens upplösning och införlivande i Förbundsrepubliken Tyskland (1990) är förbundskanslern regeringschef för hela Tyskland.
Friedrich Merz är Tysklands förbundskansler sedan den 6 maj 2025.

## Ämbetsuppgifter
Tysklands grundlag (tyska: Grundgesetz) ger förbundskanslern en central roll i landets styrelse som landets regeringschef. Det rent formella statschefskapet åläggs dock Tysklands förbundspresident. Förbundspresidenten utser och entledigar ministrarna i regeringen på förbundskanslerns förslag.
Männen bakom grundlagen sökte noggrant att undgå de författningstekniska svagheter som fanns under Weimarrepubliken där rikspresidentens maktbefogenheter i nödlägen exempelvis möjliggjorde Fullmaktslagen. 
Förbundskanslern är den inflytelserikaste befattningshavaren i Tyskland. I och med att förbundskanslern har stöd av majoriteten i förbundsdagen kan vederbörande utöva stort inflytande över förbundsrepublikens politik. Förbundskanslern kan enligt artikel 68 i grundlagen begära misstroendeförklaring för att vara säker på att få i genom sin politik i förbundsdagen. Ifall misstroendeförklaringen går igenom kan förbundskansler begära att förbundspresidenten kan upplösa förbundsdagen och utlysa nyval.
Förbundskanslern leder förbundsregeringen. Förbundskanslern bestämmer även inriktningen för den federala in- och utrikespolitiken.
Grundlagens artikel 65 ger uttryck för tre grundläggande principer för förbundskanslern och underlydande ministrar
1. Kanslerprincipen – förbundskanslern har det övergripande ansvaret för hela regeringens politik.[2]
2. Principen om ministrarnas autonomi – ministrarna har rätt att självständigt styra sina departement under förbundskanslerns övergripande inriktning.[2]
3. Regeringsprincipen – vid oenighet mellan två eller flera ministrar fäller regeringen kollektivt det slutliga avgörandet.[2]

Enligt Artikel 115 i grundlagen övertar förbundskanslern högsta befälsrätten (tyska: Befehls- und Kommandogewalt) över väpnade styrkorna i det som grundlagen benämner som försvarsläge (tyska: Verteidigungsfall). Normalt så innehar försvarsministern den högsta befälsrätten.

## Ställföreträdare
Kanslern har rätt att utse en av regeringens ministrar till sin ställföreträdare, vanligen kallad vicekansler, som temporärt övertar kanslerns roll och uppgifter i kanslerns frånvaro.  Vid förbundskanslerns förtida avgång eller död övergår dock inte förbundskanslerämbetet automatiskt till vicekanslern, utan en ny förbundskansler måste utses av förbundspresidenten och bekräftas av förbundsdagen.

## Stabsorganisation
Bundeskanzleramt är namnet på såväl förbundskanslerns stabsorganisation liksom byggnaden som inhyser densamma.

## Val

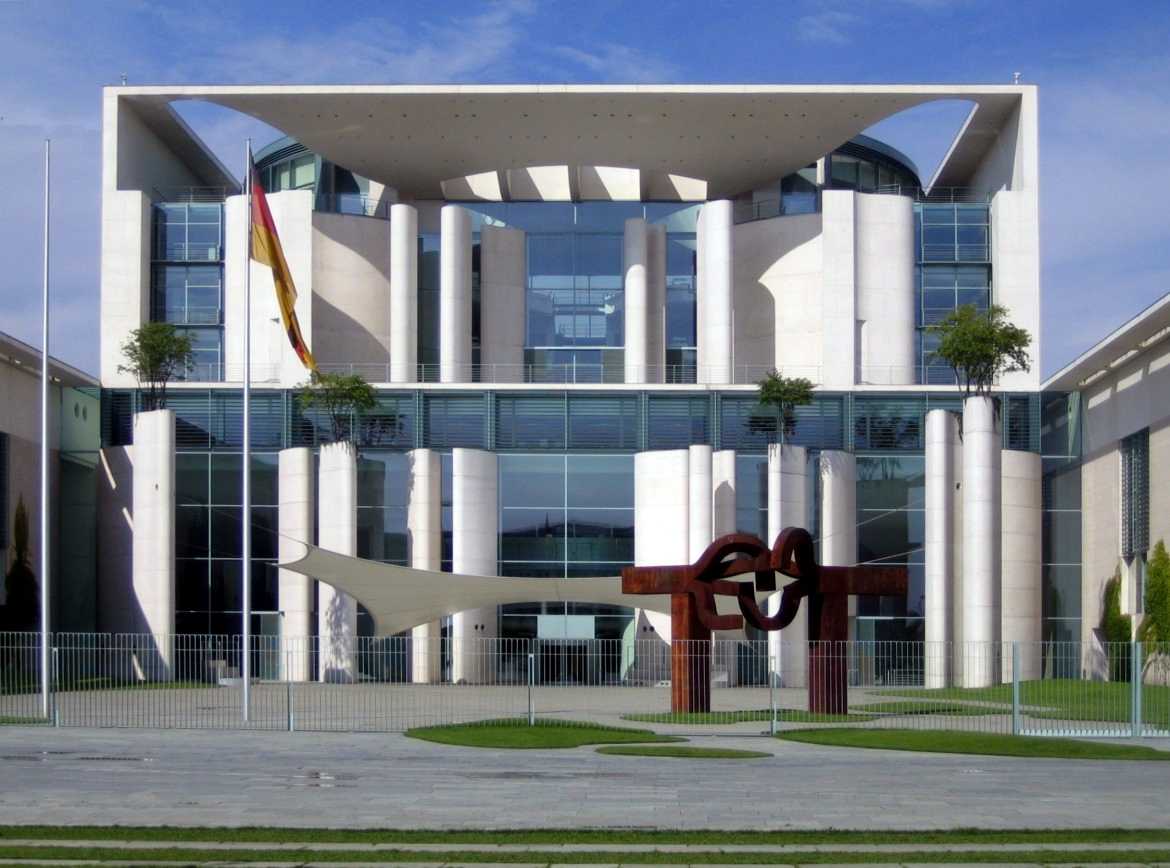
Byggnaden med förbundskanslerns kansli (Bundeskanzleramt) i Berlin, invigd 2001.

Förbundskanslern väljs, på förslag av förbundspresidenten, av förbundsdagen efter att allmänt val dit har ägt rum (vilket regelmässigt inträffar vart fjärde år). Vid förbundskanslervalet måste alla förbundsdagens ledamöter delta för att valet ska äga giltighet. Tanken bakom detta system är att garantera en stabil regeringsmajoritet.
Förbundskanslern kan avsättas genom nyval eller genom ett så kallat konstruktivt misstroendevotum (konstruktives Misstrauenvotum). Förbundsdagen visar i ett sådant fall huruvida förbundskanslern fortfarande har majoritetens förtroende. Om så ej är fallet ersätts förbundskanslern av den kandidat som erhåller en majoritet av förbundsdagens röster. Ett misstroendevotum utan förslag på ersättande kanslerkandidat kallas för destruktivt misstroendevotum och har aldrig ägt rum sedan förbundsrepublikens bildande. På förbundsnivå har endast ett enda konstruktivt misstroendevotum lett till att sittande förbundskanslern ersatts av en ny kandidat. 
1982 förlorade förbundskansler Helmut Schmidt (SPD) koalitionspartnern FDP:s förtroende och ersattes av Helmut Kohl (CDU).
Förbundskanslern kan själv pröva förbundsdagens förtroende genom att ställa en förtroendefråga (Vertrauensfrage). Om förbundskanslern inte erhåller förbundsdagens förtroende upplöses förbundsdagen och förbundspresidenten utlyser nyval. I tre fall har förbundskanslerns förtroendefråga lett till nyval:
1. Willy Brandt förlorade 1972 en förtroendefråga i förbundsdagen, men hans parti (SPD) vann många röster i det påföljande nyvalet och Brandt kunde sitta kvar som förbundskansler.
2. Helmut Kohl förlorade 1982 en förtroendefråga efter skakiga koalitionsförhandlingar med den nya partnern FDP, som dessförinnan hade röstat emot förbundskanslern Helmut Schmidt. Även Kohl vann det påföljande nyvalet och förblev förbundskansler i sexton år.
3. 2005 förlorade Gerhard Schröder (SPD) en förtroendefråga han hade ställt med anledning av SPD:s betydande tillbakagång i delstatsparlamenten. Nyvalet uttryckte inte valmanskårens klara ställningstagande för eller emot en fortsatt regering under förbundskansler Schröder utan ledde till långdragna förhandlingar och till slut till att Angela Merkel ersatte Schröder som förbundskansler i en så kallad stor koalition (große Koalition) med socialdemokrater och kristdemokrater.

## Lista över förbundskanslerer (från 1949)

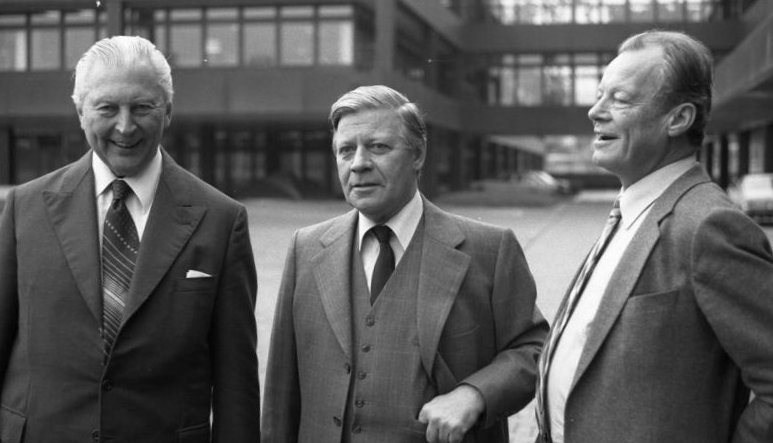
Tre västtyska förbundskanslerer i Bonn 1979, från vänster till höger: Kiesinger, Schmidt och Brandt.

| Nr |  | Förbundskansler                  | Tillträdde        | Avgick           | Varaktighet        | Parti | Parti | Regering | Ref          |
| -- |  | -------------------------------- | ----------------- | ---------------- | ------------------ | ----- | ----- | --- | ------------ |
| 1  |  | Konrad Adenauer (1876–1967)      | 15 september 1949 | 16 oktober 1963  | 14 år och 31 dagar |       | CDU   | Adenauer I CDU/CSU – FDP – DP Adenauer II CDU/CSU – FDP/FVP – DP – GB/BHE Adenauer III CDU/CSU – DP Adenauer IV CDU/CSU – FDP Adenauer V CDU/CSU – FDP | [ 5 ] [ 6 ]  |
| 2  |  | Ludwig Erhard (1897–1977)        | 16 oktober 1963   | 1 december 1966  | 3 år och 46 dagar  |       | CDU   | Erhard I CDU/CSU – FDP Erhard II CDU/CSU – FDP | [ 5 ] [ 7 ]  |
| 3  |  | Kurt Georg Kiesinger (1904–1988) | 1 december 1966   | 21 oktober 1969  | 2 år och 324 dagar |       | CDU   | Kiesinger CDU/CSU – SPD | [ 5 ] [ 8 ]  |
| 4  |  | Willy Brandt (1913–1992)         | 21 oktober 1969   | 7 maj 1974       | 4 år och 198 dagar |       | SPD   | Brandt I SPD – FDP Brandt II SPD – FDP | [ 5 ] [ 9 ]  |
| –  |  | Walter Scheel (tf.) (1919–2016)  | 7 maj 1974        | 16 maj 1974      | 0 år och 9 dagar   |       | FDP   | Brandt II FDP – SPD | [ 10 ]       |
| 5  |  | Helmut Schmidt (1918–2015)       | 16 maj 1974       | 1 oktober 1982   | 8 år och 138 dagar |       | SPD   | Schmidt I SPD – FDP Schmidt II SPD – FDP Schmidt III SPD – FDP                                                                                         | [ 5 ] [ 11 ] |
| 6  |  | Helmut Kohl (1930–2017)          | 1 oktober 1982    | 27 oktober 1998  | 16 år och 26 dagar |       | CDU   | Kohl I CDU/CSU – FDP Kohl II CDU/CSU – FDP Kohl III CDU/CSU – FDP – DSU Kohl IV CDU/CSU – FDP Kohl V CDU/CSU – FDP                                     | [ 5 ] [ 12 ] |
| 7  |  | Gerhard Schröder (född 1944)     | 27 oktober 1998   | 22 november 2005 | 7 år och 26 dagar  |       | SPD   | Schröder I SPD – De gröna Schröder II SPD – De gröna                                                                                                   | [ 5 ] [ 13 ] |
| 8  |  | Angela Merkel (född 1954)        | 22 november 2005  | 8 december 2021  | 16 år och 16 dagar |       | CDU   | Merkel I CDU/CSU – SPD Merkel II CDU/CSU – FDP Merkel III CDU/CSU – SPD Merkel IV CDU/CSU – SPD                                                        | [ 5 ] [ 14 ] |
| 9  |  | Olaf Scholz (född 1958)          | 8 december 2021   | 6 maj 2025       | 3 år och 149 dagar |       | SPD   | Scholz SPD – De gröna – FDP | [ 5 ] [ 15 ] |
| 10 |  | Friedrich Merz (född 1955)       | 6 maj 2025        | nuvarande        | 0 år och 60 dagar  |       | CDU   | Merz CDU/CSU – SPD | [ 16 ]       |

### Notförteckning
1. ↑  Cesar Fältskär (6 maj 2025). ”Revanschen: Merz vald”. Expressen. https://www.expressen.se/nyheter/varlden/omrostning-om-friedrich-merz-/. Läst 6 maj 2025.
2. 1 2 3 4 5 6 7 8  ”Tasks of the Federal Chancellor” (på engelska). www.bundeskanzler.de. Bundeskanzleramt. https://www.bundeskanzler.de/bk-en/chancellery/tasks-of-the-chancellor. Läst 18 november 2023.
3. ↑  ”Aufgaben des Bundeskanzlers” (på tyska). www.bundeskanzler.de. Bundeskanzleramt. https://www.bundeskanzler.de/bk-de/kanzleramt/aufgaben-des-bundeskanzlers. Läst 19 november 2023.
4. ↑  ”The Minister of Defence” (på engelska). www.bmvg.de. Bundesministerium der Verteidigung. https://www.bmvg.de/en/organisation/minister-of-defence-boris-pistorius. Läst 19 november 2023.
5. 1 2 3 4 5 6 7 8 9  ”Bundeskanzler seit 1949” (på tyska). www.bundeskanzler.de. Bundeskanzleramt. 2021. https://www.bundeskanzler.de/resource/blob/1905334/1844926/d005d4811f93c1809d6562d3efcdb4c7/kanzler-pdf-data.pdf. Läst 18 november 2023.
6. ↑  ”Konrad Adenauer (1949 - 1963)” (på tyska). www.bundeskanzler.de. Bundeskanzleramt. 2018. https://www.bundeskanzler.de/bk-de/kanzleramt/bundeskanzler-seit-1949/konrad-adenauer. Läst 18 november 2023.
7. ↑  ”Ludwig Erhard (1963 - 1966)” (på tyska). www.bundeskanzler.de. Bundeskanzleramt. https://www.bundeskanzler.de/bk-de/kanzleramt/bundeskanzler-seit-1949/ludwig-erhard. Läst 18 november 2023.
8. ↑  ”Kurt Georg Kiesinger (1966 - 1969)” (på tyska). www.bundeskanzler.de. Bundeskanzleramt. https://www.bundeskanzler.de/bk-de/kanzleramt/bundeskanzler-seit-1949/kurt-georg-kiesinger. Läst 18 november 2023.
9. ↑  ”Willy Brandt (1969 - 1974)” (på tyska). www.bundeskanzler.de. Bundeskanzleramt. https://www.bundeskanzler.de/bk-de/kanzleramt/bundeskanzler-seit-1949/willy-brandt. Läst 18 november 2023.
10. ↑  Auerbach, Christine; Uhrig, Klaus (20 september 2021). ”Walter Scheels kurze Regierungszeit” (på tyska). www.deutschlandfunkkultur.de. Deutschlandradio. https://www.deutschlandfunkkultur.de/der-zehn-tage-kanzler-walter-scheels-kurze-regierungszeit-100.html. Läst 18 november 2023.
11. ↑  ”Helmut Schmidt (1974 - 1982)” (på tyska). www.bundeskanzler.de. Bundeskanzleramt. https://www.bundeskanzler.de/bk-de/kanzleramt/bundeskanzler-seit-1949/helmut-schmidt. Läst 18 november 2023.
12. ↑  ”Helmut Kohl (1982 - 1998)” (på tyska). www.bundeskanzler.de. Bundeskanzleramt. https://www.bundeskanzler.de/bk-de/kanzleramt/bundeskanzler-seit-1949/helmut-kohl. Läst 18 november 2023.
13. ↑  ”Gerhard Schröder (1998 - 2005)” (på tyska). www.bundeskanzler.de. Bundeskanzleramt. https://www.bundeskanzler.de/bk-de/kanzleramt/bundeskanzler-seit-1949/gerhard-schroeder. Läst 18 november 2023.
14. ↑  ”Bundeskanzlerin Angela Merkel 2005 – 2021” (på tyska). www.bundeskanzler.de. Bundeskanzleramt. 2022. https://www.bundeskanzler.de/bk-de/aktuelles/bundeskanzlerin-angela-merkel-2005-2021-2045938. Läst 18 november 2023.
15. ↑  ”Biografie Olaf Scholz Geboren am 14. Juni 1958 in Osnabrück” (på tyska). www.bundeskanzler.de. Bundeskanzleramt. https://www.bundeskanzler.de/bk-de/content/olaf-scholz-1974936. Läst 18 november 2023.
16. ↑  ”Merz kan andas ut – vald till kansler i andra rundan”. DN.se. 6 May 2025. https://www.dn.se/varlden/merz-far-revansch-i-andra-rundan-vald-till-tysk-kansler/.